# Solomon Grundy
Solomon Grundy är en seriefigur och superskurk som förekommer i DC Comics. Figuren skapades av Alfred Bester och Paul Reinman, och hade sin första medverkan i All-American Comics #61, 1944. Han introducerades som en motståndare till Gröna lyktan, men har på senare tid även slagits mot andra superhjältar, däribland Batman och Stålmannen.

## Fiktiv biografi
I slutet av 1800-talet blir en förmögen köpman vid namn Cyrus Gold mördad. Kroppen dumpas i ett träsk nära Gotham City. Femtio år senare blir han återupplivad som en jättelik zombie, med ett begränsat minne av sitt förflutna liv. Gold mördar två förrymda brottslingar som gömmer sig i sumpmarken och stjäl deras kläder.
Han dyker därefter upp i ett luffarläger där hans namn efterfrågas, men en av de få sakerna han lyckas komma ihåg är att han var född på en måndag. En av männen i lägret nämner då Solomon Grundy, en figur inom en barnramsa som var född på en måndag, och Gold antar smeknamnet.
Stark, våldsam och nästan minneslös faller Solomon Grundy till ett brottsligt liv, eller snarare återgår till ett sådant som hans spridda minnesrester indikerar.

## Krafter och förmågor
Solomon Grundy har övermänsklig styrka och uthållighet och är praktiskt taget oförstörbar. Han är nästan immun mot fysiska, magiska, och energiska attacker och påverkas inte av eld eller kyla. Han har även visat sig vara beständig mot den ursprungliga Gröna lyktans kraftring. Han behöver varken äta, sova eller andas, men kvävs en gång, märkligt nog, till döds av Green Arrow. Grundy besitter dock kraften att kunna återvända från de döda. Då han förgörs emellanåt återvänder han alltid förr eller senare, men ofta med olika personligheter och krafter.

## I andra medier
- Grundy dyker upp som medlem i Lex Luthors Legion of Doom i den tecknade TV-serien Challenge of the Super Friends från 1978, med röst av Jimmy Weldon.

- Grundy spelas av Mickey Morton i den parodierade TV-teatern Legends of the Superheroes.

- Grundy dyker upp i de tecknade TV-serierna Justice League och Justice League Unlimited, där han bland annat lejs av Lex Luthor och andra skurkar. Han uppstår vid ett tillfälle även från de döda och gör tumult i staden. Hans röst lästes av Mark Hamill, som även gjorde Jokerns röst.

- Grundy medverkar i Batman: Den tappre och modige, med röst av Diedrich Bader. Den här versionen visar ett högre intellekt. Han är fortfarande en zombie, men också en brottskung som har kommandot över en grupp ligister. Han grymtar och morrar när han talar då hans mun är igensydd.

- Grundy dyker upp som boss i TV-spelet Batman: Arkham City, där han är en lakej till Pingvinen. Hans röst gestaltades av Fred Tatasciore.